# Csatatéri emlékkápolna
A Csatatéri emlékkápolna egy klasszicista stílusú kápolna a mohácsi katolikus temetőben, melyet 1816-ban építettek a mohácsi csatában elesettek emlékére.
A kápolna építését Makay György mohácsi plébános alapítványa ihlette, aki 1784-ben halt meg és végrendeletében meghagyta, hogy „saját tulajdonát képező kertjének haszonélvezete fejében, a mindenkori mohácsi plébános a mohácsi csatában itt elesett katonákért évenként misézzen”. Az 1807-ben pécsi püspökké kinevezett Király József megértette az alapítvány nemes szándékát és Mohácson a mohácsi csata helyszínére vezető út mellett emlékkápolnát építtetett, továbbá háromezer forintos alapítványt tett, hogy annak kamataiból a mohácsi csatában elesettek emlékére „minden esztendőben Nyakavágott Keresztelő Szent János napján a kápolnában tartandjon egy énekes mise, tizenkét kismise, három prédikáció magyar, német és horvát nyelven”. A kápolna 1816-ra készült el, az első misére 1817. augusztus 29-én, a mohácsi csata kétszázkilencvenegyedik évfordulóján került sor.
Az ekkor felépített kápolna lapos teteje kilátóul is szolgált, továbbá a tetőn helyezték el a ma a kápolna előtt látható három kálváriakeresztet is. A súlyos teher megbontotta az épület statikai egyensúlyát, ezért szükségessé vált átépítése. Az 1856-tól 1860-ig tartó átépítés során nyerte el az épület belső tere a ma is látható, sokféle stíluselemet ötvöző képét. Az átépítés után került a kápolnába Girk György püspök ajándékaként id. Dorfmeister István festőművész két hatalmas méretű (555×270 cm-es) festménye. Az egyik festmény a mohácsi csatából menekülő II. Lajos tragédiáját, a másik az 1687-ben szintén a város közelében lezajlott nagyharsányi csatát ábrázolja. 

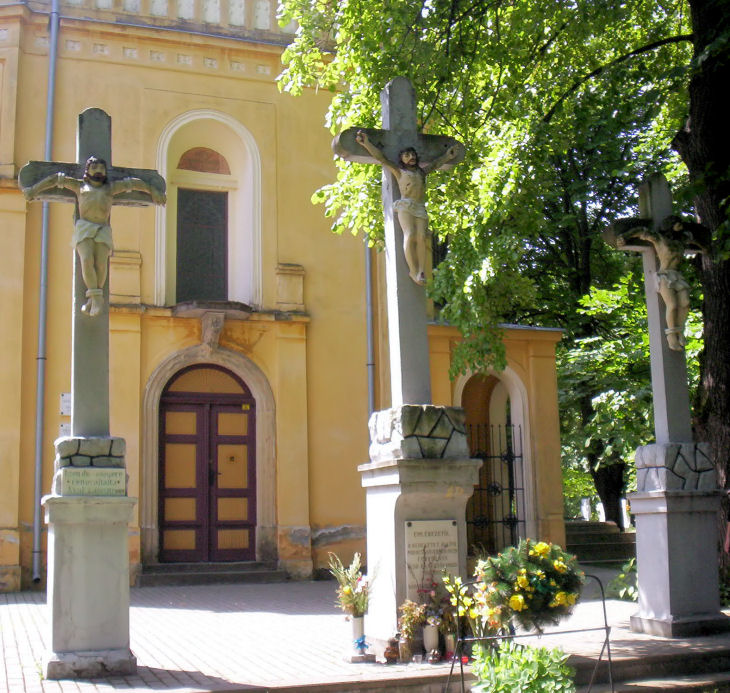
Az 1856-ban a tetőről a kápolna elé állított kőkeresztek

1862-ben készült el a kápolnához tartozó kripta, temetkezési helye azoknak a papoknak, akik ezt követően Mohácson szolgáltak és itt is hunytak el.
Az 1856–60-as felújítás során a kápolna tornyát nem sikerült megfelelően kialakítani, ezért 1908-ban Pilch Andor pécsi építész átalakította a ma is látható méretűre. A kápolna két harangját 1916-ban rekvirálták a katonai hatóságok, a jelenlegi harangok 1925-ben kerültek ide mohácsi polgárok – köztük egy sokác család – adományaként.
A kápolna ma is látható nevezetessége a Perényiné Kanizsai Dorottyát ábrázoló üvegablak, melyet Haranghy Jenő, a budapesti iparművészeti iskola tanára készített 1928-ban. Ebben az évben készítette Gebauer Ernő, pécsi festőművész a kápolna belső falfestményeit is.
A kápolnát és környékét 1998-ban a katolikus egyház hozzájárulásával a Mohácsi Farostlemez Rt. újíttatta fel.